# Adesmia salicornioides
Adesmia salicornioides es una especie  de planta con flores de la familia Fabaceae. Es originaria de Chile y Argentina.

## Taxonomía
Adesmia salicornioides fue descrita por Carlos Luis Spegazzini y publicado en Anales de la Sociedad Científica Argentina 47: 274. 1899.
Etimología
Adesmia: nombre genérico que deriva de las palabras griegas: 
a- (sin) y desme (paquete), en referencia a los estambres libres. salicornioides: epíteto latíno que significa "similar a Salicornia"
Sinonimia
- Adesmia carnosa Dusen
- Adesmia carnosa Dusén
- Patagonium carnosum (Dusen) Reiche
- Patagonium salicornioides (Speg.) Speg.[3][4]